# Gezegde (zegswijze)
Een gezegde is een groep woorden (nooit een complete zin) die samen één betekenis vertegenwoordigen. Gewoonlijk kan die betekenis niet uit de afzonderlijke woorden worden afgeleid, maar moet het gezegde als geheel worden begrepen.

## Formele en semantische eigenschappen

### Voorgefabriceerd taalelement
Een gezegde als 
(Zij leven) als God in Frankrijk
bestaat dan ook niet zozeer uit deelbetekenissen, samengesteld tot een semantisch (betekenis-)geheel; het moet in figuurlijke zin worden opgevat. De spreker en de hoorder vragen zich niet af óf God wel leeft, en hoe dan, noch ook hoe Hij dat in Frankrijk precies zou doen. Het gezegde houdt ook helemaal niet in dát God in Frankrijk zou (kunnen) leven. Het is een beeld, dat in zijn geheel één idee uitdrukt, ongeveer "een luxe leven leiden". Een gezegde gedraagt zich daardoor ten dele als één betekenisdrager, zoals ook een woord dat kan doen; het gezegde is een geprefabriceerd taalelement, dat door de taalgebruiker kan worden ingezet zonder dat hij een zin uit al zijn bouwstenen hoeft op te bouwen.

### Ontstaan
Anderzijds is zo'n uitdrukking uiteraard opgebouwd uit afzonderlijke woorden, en zij is dan ook ooit ontstaan, en pas vervolgens samengesmolten tot één lexicaal brokstuk (één betekenis). Vele van deze traditionele gezegden behoren tot de volkstaal, en kunnen daardoor een bepaalde volkskundige achtergrond prijsgeven. In het Nederlands zijn veel oudere gezegden ontleend aan de scheepvaart. De Bijbel is een andere bron.

### Dynamiek
Evenals woorden vormen gezegden een dynamisch element in de taal. Zij kunnen verouderd raken of geheel verdwijnen, er kunnen weer nieuwe verschijnen, en ook kunnen er van eenzelfde gezegde regionale variaties optreden.

## Verwante begrippen
- Een zegswijze vormt een volledige zin die vrijwel onveranderlijk is en een onpersoonlijk onderwerp (er, dat, het,...) heeft. Voorbeelden zijn "Er is stront aan de knikker", "Dat mag Joost weten".

Het begrip zegswijze komt ook in ruimere zin voor, namelijk "geijkte woordgroep". Het is dan een woord dat spreekwoorden, uitdrukkingen, gezegden en zegswijzen omvat.
- Een spreekwoord is een volledige, mededelende zin met een werkwoord in de tegenwoordige tijd. Spreekwoorden zijn vrijwel onveranderlijk. Kleine variaties zijn mogelijk, maar de kernwoorden veranderen nooit. In De appel valt niet ver van de boom kan boom eventueel vervangen worden door stam, maar appel kan je niet vervangen door peer. Anders dan bij het gezegde en de zegswijze gaat het niet alleen om figuurlijk taalgebruik, maar wordt er een algemene wijsheid, een collectieve ervaring of een morele opvatting weergegeven.